# イェウヘン・モイシュク
イェウヘン・ゲオルギヨヴィッチ・モイシュク(ウクライナ語: Євге́н Гео́ргійович Мойсю́к)は、ウクライナの軍人。 

## 経歴
2009年、ウクライナ国防大学校に入学、2011年に卒業。
2014年からのウクライナ紛争では、モイシュクは第25独立空挺旅団分遣隊を指揮した。
2014年12月3日より、彼は第二次ドネツク空港の戦いを指揮、建物の敷地が完全に破壊された後、ピスキーへの撤退を指揮した。
2019年9月21日、ウクライナ空中機動軍司令官に任命された。2021年7月21日、同職を解任された。
2021年7月29日、ウクライナ軍副司令官に任命された。2024年2月11日、ウクライナ軍副司令官を解任されたことが報じられた。
2024年2月13日、ゼレンスキー大統領より、国際安全保障の実施及びウクライナ軍の発展に関するウクライナ大統領特別代表に任命された。
2025年2月7日、国際安全保障の実施及びウクライナ軍の発展に関するウクライナ大統領特別代表から解任された。同日、ウクライナ国防副大臣に任命された。

## 階級
2018年12月5日、少将に昇進。
2019年12月5日、中将に昇進。

## 栄典
ボフダン・フメリニツキー2等勲章 - 2015年10月10日
ボフダン・フメリニツキー3等勲章 - 2014年8月14日
ダニーロ・ハリツキー勲章 - 2021年12月2日
軍事功績十字章 - 2022年5月6日